# Krocanj
Krocanj (mirijofilum, lat. Myriophyllum), biljni rod iz porodice zrnuljačevki (Haloragaceae). Većini vrsta (šezdesetak) domovina je Australija, ali rastu i u sjevernoj Africi, Europi i Sjevernoj Americi. U Hrvatskoj u prirodi postoje dvije ili tri vrste klasasti krocanj (M. spicatum) i pršljenasti krocanj (M. verticillatum) i M. heterophyllum.
Krocanj je vodena listopadna trajnica koja cvate od lipnja do kolovoza. raste po stajaćima i sporo tekućim vodama. Česta je po jezerima, barama i ribnjacima. Neke vrste sade se po akvariju i u ribnjacima, kako bi se spriječio rast algi.
Zbog grube teksture klasasti krocanj koristi se i kao brusni papir.

## Vrste
1. Myriophyllum alpinum Orchard
2. Myriophyllum alterniflorum DC.
3. Myriophyllum amphibium Labill.
4. Myriophyllum aquaticum (Vell.) Verdc.
5. Myriophyllum artesium Halford & Fensham
6. Myriophyllum austropygmaeum Orchard
7. Myriophyllum axilliflorum Baker
8. Myriophyllum bonii Tardieu
9. Myriophyllum callitrichoides Orchard
10. Myriophyllum caput-medusae Orchard
11. Myriophyllum coronatum Meijden
12. Myriophyllum costatum Orchard
13. Myriophyllum crispatum Orchard
14. Myriophyllum decussatum Orchard
15. Myriophyllum dicoccum F.Muell.
16. Myriophyllum drummondii Benth.
17. Myriophyllum echinatum Orchard
18. Myriophyllum exasperatum D.Wang, D.Yu & Z.Yu Li
19. Myriophyllum farwellii Morong
20. Myriophyllum filiforme Benth.
21. Myriophyllum foveicola M.D.Barrett, M.L.Moody & R.L.Barrett
22. Myriophyllum glomeratum Schindl.
23. Myriophyllum gracile Benth.
24. Myriophyllum heterophyllum Michx.
25. Myriophyllum hippuroides Nutt.
26. Myriophyllum humile (Raf.) Morong
27. Myriophyllum implicatum Orchard
28. Myriophyllum indicum Willd.
29. Myriophyllum integrifolium (Hook.f.) Hook.f.
30. Myriophyllum intermedium DC.
31. Myriophyllum jacobsii M.L.Moody
32. Myriophyllum lapidicola Orchard
33. Myriophyllum latifolium F.Muell.
34. Myriophyllum laxum Shuttlew. ex Chapm.
35. Myriophyllum limnophilum Orchard
36. Myriophyllum lophatum Orchard
37. Myriophyllum mattogrossense Hoehne
38. Myriophyllum mezianum Schindl.
39. Myriophyllum muelleri Sond.
40. Myriophyllum muricatum Orchard
41. Myriophyllum oguraense Miki
42. Myriophyllum oliganthum (Wight & Arn.) F.Muell.
43. Myriophyllum papillosum Orchard
44. Myriophyllum pedunculatum Hook.f.
45. Myriophyllum petraeum Orchard
46. Myriophyllum pinnatum (Walter) Britton, Sterns & Poggenb.
47. Myriophyllum porcatum Orchard
48. Myriophyllum pygmaeum Mattf.
49. Myriophyllum quitense Kunth
50. Myriophyllum robustum Hook.f.
51. Myriophyllum salsugineum Orchard
52. Myriophyllum siamense (Craib) Tardieu
53. Myriophyllum sibiricum Kom.
54. Myriophyllum simulans Orchard
55. Myriophyllum sparsiflorum C.Wright
56. Myriophyllum spicatum L.
57. Myriophyllum striatocarpum M.D.Barrett, M.L.Moody & R.L.Barrett
58. Myriophyllum striatum Orchard
59. Myriophyllum tenellum Bigelow
60. Myriophyllum tetrandrum Roxb.
61. Myriophyllum tillaeoides Diels
62. Myriophyllum trachycarpum F.Muell.
63. Myriophyllum trifidum (Nees) M.L.Moody & Les
64. Myriophyllum triphyllum Orchard
65. Myriophyllum tuberculatum Roxb.
66. Myriophyllum ussuriense (Regel) Maxim.
67. Myriophyllum variifolium Hook.f.
68. Myriophyllum verrucosum Lindl.
69. Myriophyllum verticillatum L.
70. Myriophyllum votschii Schindl.